# 2月
2月是公历年中的第二个月，平年有28天，闰年有29天。在历史上，曾经有3次，2月出现30天。（请参见：2月30日）
在北半球，2月是冬季的第三个月，本月节气有：立春、雨水；在南半球，2月是夏季的第三个月。
英文中的2月（February）来源于古罗马的Februus（斋戒月），也可能是源自于萨拜恩。

## 節日／紀念日

### 整月
- 黑人历史月（美国、加拿大）

### 日期固定
- 2月2日
  - 圣烛节
  - 世界濕地日
- 2月4日：世界癌症日
- 2月10日：国际气象节
- 2月11日：建國紀念之日（日本）
- 2月14日：情人节。
- 2月16日：光明星节（朝鲜民主主义人民共和国）
- 2月22日：忍者日（甲賀市、伊賀市）
- 2月23日
  - 天皇誕生日（日本）
  - 祖國保衛者日（俄羅斯、白俄羅斯、吉爾吉斯斯坦）（此曾經也為烏克蘭的假日，但後來被烏克蘭保衛者日取代）
- 2月28日：和平紀念日（中華民國）

### 日期不固定
- 2月的第一周为世界不同信仰间和谐周[1]

## 其它
- 在2月，太阳穿过黄道带的摩羯座和水瓶座
- 在平年，2月开始于与3月和11月一个星期的同样一天
- 在闰年，2月开始于与8月一个星期的同样一天
- 2月的星座包含水瓶座（1/20~2/18）和雙魚宮（2/19~3/20）
- 2月的誕生花是堇菜和櫻草
- 2月的誕生石是紫水晶

## 参看
- 四季：春季 -- 夏季 -- 秋季 -- 冬季